# マインドコントロール
マインドコントロール（英: Mind control）とは、操作者からの影響や強制を気づかれないうちに、他者の精神過程や行動、精神状態を操作して、操作者の都合に合わせた特定の意思決定・行動へと誘導すること・技術・概念である。マインドコントロール論とも。不法行為に当たるほどの暴力や強い精神的圧力といった強制的手法を用いない、またはほとんど用いない点で、洗脳とは異なるとされる。
スティーブン・ハッサンらの研究者や岡田尊司らの精神科医および、消費者問題・カルト宗教問題に取り組む紀藤正樹や郷路征記らの弁護士により、マインドコントロール論が提示され、共有されている。マインド・コントロールは、独裁者やカルトの指導者が配下に及ぼす心理的支配や、情報機関がエージェントを操る技術、悪質な勧誘や詐欺まがいのビジネス、横暴な上司や夫が部下や妻を思い通りに支配することや、悪口や仲間外れにすることで相手を精神的に追い詰めるいじめにも使われるとされる。特に宗教を巡っては、マインド・コントロールを受けた信者が自発的に高額な寄付を続け、破産や家庭崩壊に追い込まれるなどの問題が指摘されている。但し、マインドコントロールの概念または理論に対して、懐疑的または批判的な見解は存在する。
三菱総合研究所と大学生協はカルトによるマインド・コントロールを大学生活で注意すべき50の危険の1つに数え、大学生に向けて注意喚起を行っている。 

## 概要
元々マインドコントロールという言葉は、「潜在能力を引き出すためのトレーニング法」という自己啓発的でポジティブな意味合いで使われていた。マインドコントロールには、学校や教育、様々なトレーニングで使われる人の認知行動原理と同じ技術が用いられる。自らの心を平静に保ったり、集中力を高めるなど、心理状態を制御・調整する意味で、この言葉が使われることもある。そのため、良いマインドコントロールと悪いマインドコントロールがあるという考え方もあるが、一般的には、「破壊的カルト」等のように何らかの詐術的な意味、他者を騙す性格を持ったものをマインドコントロール、本人に役立つ心理学の応用をセルフコントロールと言う。本項では前者について説明する。
マインドコントロール論では、支配された人の意識状態は、普段の正常な意識とはかけ離れたものになるとされる。(1) 破壊的カルト教団による信者の利用、(2) 社会心理学的技術の応用、(3) 他律的行動支配 の3つが一般定義である。人格の「解凍・変革・再凍結」の理論をベースに、認知不協和理論や影響力論、ジャック・ヴァーノンの感覚遮断実験、フィリップ・ジンバルドーの監獄実験、プライミング効果論などの社会心理学的テクニックを活用して行われるとされる。宗教的自我変容を最も世俗的理解に立って説明したモデルであり、世間に広く知られている。
精神科医のロバート・ジェイ・リフトンは中国共産党が行っていたマインドコントロールに8つの要素を認めた。
- 環境コントロール
- 密かな操作
- 純粋性の要求
- 告白の儀式
- 聖なる科学
- 特殊用語の詰め込み
- 教義の優先
- 存在権の配分

統一教会元信者で心理学者のスティーブン・ハッサンは、認知不協和理論を元にマインドコントロールの4つの構成要素を定義した。
- 行動コントロール
- 思想コントロール
- 感情コントロール
- 情報コントロール

行動コントロールとは、個々人の身体的世界のコントロールであり、仕事、儀礼、その他個人が行う行為のコントロールとともに、住居や着用する衣服、食事、睡眠などの環境コントロールを含む。多くのカルト宗教は信者に対して非常に厳格なスケジュールを定めるが、これは行動コントロールの一種である。特定のグループは特色ある儀礼的行動のセットがあり、形にはまった話し方、身振り、表情などが求められる。もし誰かがその形から外れた行動を行うと、その人はグループのリーダーから非難される。内面の思想は支配できなくても、行動を支配すれば、感情と精神はそれについてくるのである。
思想コントロールは、メンバーに徹底的にそのグループの教えと新しい言語体系を教え込み、自分の心を「集中した」状態に保つための思考停止の技術を使えるようにすることである。典型的なカルト宗教では、そのカルトの思想・教義が入ってくる情報をフィルターにかけて、その情報をどのように考えるべきかを規制する。また、多くのカルト宗教では独特な言葉と表現である「詰め込み言語」をもっている。この特殊な用語は、信者と外部の人間に見えない壁を作り、メンバーに選民思想を植え付け、一般大衆から隔絶する役割がある。思想コントロールのもう１つの役割として、グループに批判的な情報をすべて遮断するようにメンバーをコントロールすることが挙げられる。もし、カルトのメンバーに伝わった情報がリーダーや教義やグループに対する攻撃だとみなされると、敵対勢力による陰謀であると認識され、適切には受け止められない。
感情コントロールは、人の感情の幅を巧みな操作で狭くしようとするものである。罪責感と恐怖感が、集団への順応と追従を作り出すための感情的手段として使われる。恐怖感を演出するためには、2つの手法が使われる。1つは外部の敵を作り出すことである。外部の敵の例として、地獄へさらっていく悪魔のような存在、諜報機関や敵対勢力の銃撃や拷問、強制的説得者などが想定される。もう1つは、リーダーに対する恐怖である。自分の仕事をしっかりやらなければ恐ろしいことが起こるという恐怖感は効果的である。あるカルトでは、メンバーの献身がゆるむと、核戦争などの大災害が起こると断言する。過去の罪や過去の誤った態度を告白させることも、感情コントロールの典型例である。もし、メンバーが離脱しようとすれば、その罪が引き合いに出されて、そのメンバーをふたたび従順にするために利用される。感情コントロールの一番強力な技術は、恐怖の教え込みである。もしグループを離脱すれば、発狂する、殺される、麻薬中毒になる、自殺するなどと教え込むことである。
情報コントロールは、ある人が受け取る情報をコントロールすることであり、これによってその人が自分で考える自由な能力を抑えることができる。多くのカルトでは、メンバーはカルトが作ったメディア以外には最小限しか接しない。メンバーの相互監視や密告も推奨され、不適切な言動はリーダーに報告するように指示される。
弁護士の郷路征記によれば、マインドコントロールは複数の心理効果を組み合わせて行われる。
- 希少性の原理
- 好意の原理
- 返報性の原理
- 社会的証明
- 一貫性の原理
- 権威
- 集団への同調
- 社会的比較の制限
- 催眠の技術

希少性の原理は、手にすることは難しいものは貴重なものであるので、それは貴重なものであると考えるメカニズムである。「数量限定」と宣伝したり、最終期限を設けたりすることが挙げられる。好意の原理は、自分が好意を持っている人の指示に従う心理効果である。人を操作して好意を持たせることも可能であるとされる。例えば、人は自分と共通点がある人に好意を持つ傾向があるため、マインドコントロールを試みる人間は、ターゲットの人間と似ていることを、ありとあらゆる方法で示すことで、目的を達成しようとする。その他にも、お世辞、協同行動、快適な情報との結びつけ、ランチョン・テクニック（会食）などが使用される。返報性の原理は、他人から何かの恩義を受けたら、お返しをしなければならないと考える心理効果である。このルールは人間社会の文化に深く浸透しており、マインドコントロールの技術としては、最も効果があるとされる。社会的証明の原理は、人は他人がなにを正しいと考えているかを、正しさの基準として捉える傾向が強い心理効果である。多くの場合、より多くの人間が行っているのであれば、それが正しい行動であるとみなされる。そして、より自分に似た他人の行動を模倣する傾向があるとされる。一貫性の原理は、人間が自分がすでにしたことに対して一貫した態度を取りたがる心理効果である。この一貫性の原理を働かすためにコミットメントが用いられる。ある立場を明確にさせたり、公言させることができれば、その立場に一貫して行動しようとする傾向が自然に生じるのである。権威は、ミルグラム実験で確認されたように、人間が権威に対して服従する原理である。集団への同調は、ソロモン・アッシュの同調実験で示されたように、人間は集団からの同調圧力に弱く、異なる意見を述べることが難しくなる原理である。社会的比較の制限は、外部の人間との交流を遮断して、特定の『信念』を植え付けることである。人間は新しい情報に対しては、それまでに獲得した信念と一致するかしないかの吟味を行い、受け入れるかどうかの判断を行うが、そのときの不一致情報は自分の体験や他の関連する信念にあてはめて解釈するか、周囲の人間の意見（リアリティー）と比較して判断する。また、なにか重大な悩みや問題を抱えていて、それを一気に解決してくれる情報であったとしたら、人はその情報を受け入れて新しい信念とする。これは価値依存性とも呼ばれる。催眠の技術は、大脳の機能を低下させた上で、新しい情報に対する判断能力を低下させることである。脳は過剰な刺激を受けると、機能が低下して働かなくなり、言われたことをそのまま受け入れてしまう。これが催眠の技術である。
社会心理学の「社会的影響力の行使、説得」という分野においては、不法行為責任を追及するために相当因果関係を説明する議論として、かなり議論が確立されており、若者の消費者被害を心理的要因から分析する等、近年も活用されている。社会心理学者の西田公昭以外にマインドコントロール論を専攻する者がいないなど、専門の研究者は少ない。また、大田俊寛など批判的な見解を示す専門家も存在する。
弁護士の紀藤正樹は、消費者被害救済の観点から、目的、方法、程度、結果などを見て、それらが法規範や社会規範から大きく逸脱している場合は、これをマインド・コントロールと判断して問題視すべきであると主張している。

## 発祥
近代のマインドコントロールは、1950年代に中国共産党が反対者の転向に用いた「洗脳」が知られている。1940年代の中国で共産主義に賛同しない人間を収容施設で思想改造しようとした試みを研究したロバート・J・リフトン著作『思想改造の心理──中国における洗脳の研究』(1961年)がマインドコントロール論の出発点とされる。調査した25人のうち、共産主義に転向した者は1人のみであり、リフトンは「彼らを説得して、共産主義の世界観へ彼らを変えさせるという観点からすると、そのプログラムはたしかに、失敗だと判断せねばならない」と述べている。しかし、心理学者のスティーブン・ハッサンは、現在は当時より遥かに洗練されたマインドコントロールの技術が、たくさん存在していると述べている。
1970年代のアメリカ合衆国において、当時史上最大の被害者を出したカルト教団の集団自殺人民寺院事件があり、カルト宗教の信者などが周囲から見てまったく別人のように人格や性格が変わり、以前のような普通の家庭生活を送ることやカルト宗教から脱会させることが困難になるなどし、家族・友人らによってカルトの恐怖が広く語られるようになった。

### 日本
1990年代に統一教会などの報道を通じ、統一教会信者の脱会運動に取り組む弁護士らによりマインドコントロールは語られるようになった。1992年の統一教会の合同結婚式に参加した山﨑浩子が、翌1993年に婚約の解消と統一教会から脱会を表明した記者会見で、「マインドコントロールされていました」と発言したことによりこの語が広く認知されるようになった。山崎浩子がこの言葉を知ったのは、統一教会脱会信者の支援を続けている弁護士・牧師グループを通じてであり、彼らはスティーブン・ハッサン著『マインド・コントロールの恐怖』に依拠していた。日本にマインドコントロール論という概念を紹介し、メディアに広め用語として定着させたのは、統一教会信者の奪回・脱会を目的とする立場に立つ人々だった。社会心理学者の西田公昭は、この記者会見の報道の際に、マインドコントロールの定義をきちんと説明する人がなく、「心の操作」「精神の操作」「自分自身の心の調整」など、様々な意味に使われるようになってしまったと述べている。
同年4月にハッサンの著作が統一教会信者の脱会カウンセリングを二十年来続けていた浅見定雄の訳で刊行され、1995年には社会心理学者の西田公昭が『マインド・コントロールとは何か』を出版したことにより、「カルト」を恐れ嫌悪する感情の後押しを受けて急速に広がっていった。西田公昭の議論はハッサンの議論を心理学実験の傍証によって発展させたものとされる。櫻井義秀によると、彼以外にマインドコントロール論を専攻している学者はみられない。
オウム真理教は1994年まで、現代社会こそがマインドコントロールの場に他ならないという主張を、機関誌を通じて盛んに行っていた。1995年にオウム真理教事件（地下鉄サリン事件）が起こると、オウム真理教は逆に信者をマインドコントロールしていたという批判を受けることになった。
オウム真理教事件に対して、マスコミや反カルト運動家は、マインドコントロールという言葉を犯罪を犯した信者の心理状態を示すものとして使用した。さらにオウム真理教の信者の裁判で、信者の心理鑑定の証人として一部の心理学者がマインドコントロール論を述べ、オウム真理教がマインドコントロールを行っていたと社会的に公認された。被告の信者の中には、法的戦術としてマインドコントロールされていたことを主張し「尋常な精神状態ではなかったために責任能力を欠いている」ことを弁護するものも出た。ただし、裁判所はオウム真理教による「マインドコントロール」が信者らに対してあったという事実認定は行わず、「マインドコントロール」行為を直接不法行為と認定していない。

## 主張・説明

### マインドコントロール論に肯定的な側
スティーヴン・ハッサン （統一教会元信者、心理学者）
「個人の人格（信念、行動、思考、感情）を破壊してそれを新しい人格と置き換えてしまうような影響力の体系のことである。多くの場合、その新しい人格とは、もしどんなものか事前に分かっていたら、本人自身が強く反発しただろうと思われるような人格である。」
「この技法は、ある特定の目的に向かうよう、そのように思い、考え、行動するべく誘導するものである。」
岡田尊司 （精神科医、作家）
「マインド・コントロール（心理的操作）とは、人の思考や感情に影響を及ぼすことにより、思い通りに行動を支配することだ。そこにはコントロールする側とされる側が必ずおり、両者の間には、対等とは言えない関係が存在するのが重要な特徴である。操作される側は、その信頼感を利用して、経済的、身体的、心理的、性的搾取を行うのである。逆に言えば、操作する側は、操作される側の払った犠牲によって利益を得ている。」
西田公昭（社会心理学者）
「心理操作（Psychological Manipulation）という言葉の方が適格であり、国際学会ではこちらを使われることが多い。あこぎなまでにこの手法を駆使して極端に強い心理的な拘束を与え、依存、搾取、虐待、殺人といった重大な結果を引き起こす現象をひとことで言い表したいためにつくられた。 「洗脳」と呼ばれる拷問的手法とは異なり、物理的な強制を用いない代わりに、欺瞞的なコミュニケーションを用いる。 新たな意思決定装置（ビリーフ・システム）に誘導して、元には戻らせないように駆動させ続ける。」
「これまでの研究や報告からまとめると、破壊的カルトのマインド・コントロールを受けたメンバーは、一般に以下のような特徴を持って生活することが多いといえる。彼らは共同生活をすることも多く、一人になって何かについて自分で熟慮する時間は少ない。また彼らは切迫感と無力感とをセットにしながら恐怖感を煽られ、常に焦燥感や不安の入り混じった緊張状態におかれる。メンバーはこのような緊張状態の中で、睡眠時間も極端に少なく、ほとんど休みの日もなく、彼らは起床から就寝までスケジュールが詰まっており、過激な重労働 (新メンバーの獲得、資金調達、自己修練) に従事している。また経済的に管理され、さらには服装、異性感情、対人関係ならびに家族形態や結婚生活をも含む私生活のほとんど全てが制限・管理されているケースもある。またさらには、家族を含む反対する者を蔑視し、警戒するよう指示され、集団メンバー以外との関係を一切絶つことを強く望まれる。そしてこのような行動の全てに対して、地位や褒賞などの賞と、侮蔑、体罰、降格、追放などの罰の強化子が与えられる。以上のような生活によって、破壊的カルトのメンバーは、自己決定権を放棄して、集団のリーダーに対して全面的に依存・服従するように求められるのである。
このような依存・服従と引き換えに彼らは新たなアイデンティティ、人生の目標や理想、歴史や世界観、準拠枠となる集団を獲得し、心理的な安定や幸福感を獲得する。 しかし、メンバーの中には、所属集団の破壊性や矛盾した思想を知り、心理的苦痛を伴いつつも集団からの脱会を決意する事態が生じている。一般に、集団に対して全面的に依存・服従的な状態にある者が離脱するということは、極めて重大な心理的危機を意味する。 西田 (1995)によると、脱会する事情は、①欺瞞や教義矛盾の自力発見、②組織やリーダーに対する幻減、③追放、④逃亡、⑤外部介入、⑥強制離散の6パターンであり、いかなる事情で脱会したにしても心理的なケアが必要であると指摘している。」

### マインドコントロール論に懐疑的な側
マインドコントロールを行うカルト側の情報提供が進まず、脱会者と支援者の証言がもとであるとして、マインドコントロール論はデータ的に偏りがあるという主張がある。
櫻井義秀（北海道大学教授、宗教学者）
「オウム真理教のような反社会的な宗教集団が存在し、多くの信者を動員して未曾有の犯罪をなしてしまったことを一般の人々に説明する格好の認識枠組みとして、ジャーナリズムがカルト、マインド・コントロール論にとびついたため、説得力のある議論として世論においても市民権を得るに至ったのである。」。
「マインド・コントロールという理論は、態度変容を遂げた人物と利害関係を持つアンチ・カルト集団が、信者の奪回・脱会を促進するという自らの行動を正当化するために用いている議論であり、立論の当初から価値中立的なものではなかった。」
「現代の資本主義システム社会は自身の再生産のために、消費者の欲望を喚起して需要を掘り起こすコマーシャリズムの戦略を採らざるを得ない。このような消費社会においては、情報・シンボル・記号による他者の操作が日常化しているために、個人のアイデンティティ、近代的個人という概念自体が揺さぶられている。自分がいつの聞にか誰かに操られているのではないかという感覚はそれほど特殊なものではないのかもしれない。これがマインド・コントロール論を受容する主要な要因であろう。」。
「1995年3月20日の地下鉄サリン事件以来、オウム真浬教信者の行動原理を説明する論理として「マインド・コントロール」という言葉がマスメディアに流行したが、言説レベルの「マインド・コントロール論」と、不法行為責任を追及するために相当因果関係を説明する議論として主張された「マインド・コントロール論」は次元を異にする。」
「（櫻井は）「マインド・コントロール論」による入信の説明は、宗教社会学の議論からは認めることができないと年来主張してきたが、「マインド・コントロール」という社会的告発に相当する宗教集団がひきおこした社会問題が存在していることは認めてきた」
大田俊寛（宗教学者）
「オウム問題とは、「教団が無垢な一般人をマインド・コントロールして入信させた」「教祖である麻原彰晃が信者たちをマインド・コントロールしてテロを遂行させた」という単純な構図で分析され得るようなものではまったくなく、管見の限りでは、マインド・コントロール論を用いてオウムという現象を一貫して説明し得たような著作や論文も存在しない。」
「マインド・コントロール自体は良くも悪くもない、カルトがその技術を「悪用」していることが問題だ、と主張されるが、もしそうなら、カルト問題にあえてマインド・コントロール論を持ち出す意義自体が消滅する。」
「社会心理学が指摘したように、近代の社会システムにおいて人間は、受動的・依存的になりやすい。とはいえ、「人間が集団の力や場の力に支配され、あたかもロボットのように精神を完全にコントロールされてしまう」というのは、明らかに現実離れした極論。 本来われわれが目標とすべきは、近代の人間が受動的・依存的になりやすいという事実を認めた上で、そこから脱却する方途を見出すことであったはず。そのためには、周囲からいかなる影響を受けようとも、最終的には自ら考え、自ら決断し、自ら責任を取らなければならないという、主体性の原理の重要性を強調し続けなければならないし、同時に、健全な主体性を発揮するために必要とされる幅広い知識を身に付ける努力を怠ってはならないだろう。」

## 論点

### 信教の自由の問題
マインドコントロール論では、「解凍・変革・再凍結」のプロセスに従い信念体系が変化するとされるが、これはそもそも宗教全般でみられる宗教的回心の過程なのではないかという指摘がある。宗教の入信行為に見られる自己の意識・身体感覚の変容という事象を4つの象限（世俗性・異質性・同質性・宗教性）で一般化・類型化すると、世俗性・異質性の象限にマインドコントロール・洗脳が、世俗性・同質性の象限に自己啓発セミナー等での自己開発・変性意識が、異質性・宗教性の象限に宗教的回心が、同質性・宗教性の象限に宗教的サブカルチャーによる癒しがあげられる。同じ事象に異なる説明がなされるのである。
破壊的カルト教団による信者の利用という考えは、マインドコントロール論の核心であるが、当人が如何なる信教を支持しようとも当人の自由であるという基本的人権の「信教の自由」に抵触し、また、人間の宗教的行為や宗教集団の多面性を理解するのに有益でないという問題がある。
ただし、信教の自由は無制限ではなく、外形的、客観的に違法行為や反社会的行為をすれば、取り締まりや制裁の対象になる。フランスの反セクト法では『10の外的基準に照らして「カルト」と判断する点である。たとえば、個人の精神的不安定化、法外な金銭要求、元の生活からの引き離し、身体への加害、子どもの強制加入などがその基準である。宗教の教えである教義の「良し悪し」で判断するわけではないため、信教の自由の侵害には当たらない』とされている。フランスの反セクト法のセクトとは『宗教とは関係なく「心理的不安定化の策略を通じて信者から無条件の忠誠、 批判的思考の減少、一般に受け入れられている基準(倫理的、科学的、市民的、教育的)との断絶を獲得することを目指し、個人の自由、健康、教育、民主的な制度に対する危険をもたらす」グループのことであり、日本でいう「破壊的カルト」のこと』であり『心理的不安定化は精神操作 (マインドコントロール)によって起こされる』とする。
従って、マインドコントロールを通じて、信者から無条件の忠誠、 批判的思考の減少、一般に受け入れられている基準(倫理的、科学的、市民的、教育的)との断絶を獲得することを目指し、個人の自由、健康、教育、民主的な制度に対する危険をもたらすセクト（破壊的カルト）に対し、国家が規制を加えたとしても、その事が信教の自由に抵触し、違憲行為に当たる事はない。

### カルトの理解の問題
カルトの信者は、単純で偏った特定の思考や考え方を支持するが、それは彼らが様々な問題を抱え、解決しようとしたことを端緒とする。そうしたカルト問題の本質を無視してマインドコントロール論で説明すると、問題の本質が誤認されてしまう。宗教学者の大田俊寛は、そのため一般社会にいつまでも不全感・不安感が残ると指摘している。

### そもそも可能なのか
マインドコントロールが文字通りあるとすれば、「まったく気づかないうちにカルトの一員となり、無自覚なまま霊感商法やテロリズムといった反社会的行為にさえ手を染めるようになる」はずだが、具体的な事例がなく、実験で実証されたこともないため、そもそも可能なのかどうかが不明である。大田俊寛は、「こうした種類のカルトは、人々が『精神を操作される』ことによって生じたのではない。『科学的な精神操作が可能である』という幻想が広まり、人々が自らそれを信じ込むことによって生じた、と考えるべきである」と述べている。櫻井義秀は、マインドコントロールは社会心理学的技術の応用とされるが、宗教における入信行為の説明として不十分であるとしている。

### 責任の所在の問題
マインドコントロール論はカルト問題を、マインドコントロールした団体が悪い、その中心にいた指導者が悪いという一方的な形に矮小化し、当該団体と周辺社会、教祖と信者のあいだに生じる複雑な相互作用を無視し、責任の所在を極端に偏って考えがちで、その後の関係者の処遇も公正を欠くことになりやすい。また、当事者がマインドコントロールされていたという理由ですべてをカルトの責任だとすることは、自分自身の主体性を根本的に否定し、自分の行動の責任を全く認めない歪さを生じかねない面がある。他律的行動支配はマインドコントロールの定義の一つだが、社会的行為において論理的な命題を構成できないという問題がある。

### 対話の妨げ
カルトと呼ばれるような団体の問題の解決には、冷静で粘り強い継続的な対話が欠かせないが、マインドコントロール論は、人々にカルトの人間と話すと操られるかもしれないという恐怖感を与えるため、対話が阻害されてしまう。また、マインドコントロールの破壊的カルト教団による信者の利用という定義は、価値中立的な認識ではない。

### 被害妄想の昂進
マインドコントロール論は、「見えない敵が密かに自分をコントロールしようとしている」という陰謀論と極めて似ている。大田俊寛は、カルト側もマインドコントロール論を信じて被害妄想を膨らませ、カルトを批判する外部と互いが信じるマインドコントロール論を応酬し、被害妄想が被害妄想を増大させる悪循環で事態が悪化する恐れがあると述べている。

### 法的な問題
裁判で、関係者の行動すべてを「マインドコントロールされていたか否か」を解明し(そもそも解明できるのかという問題もある）、審理をスムーズに進めることは、極めて困難である。大田俊寛は、また「マインドコントロールされていたから」という理由で犯罪への責任が減免されれば、個人の主体性に立脚する近代の法秩序を維持することができないとしている。

## 裁判事例

### 統一教会に対する「青春を返せ訴訟」
「青春を返せ訴訟」とは、札幌で1987年に統一教会を相手取り提訴された事件を皮切りに、全国で8件起こされた人格権、財産権侵害への損害賠償請求訴訟の総称であり、違法伝道訴訟である。統一教会の布教行為は、脅迫や暴力といった信仰を強制する外形的暴力を伴うものでなく、見かけ上そうした不法行為に該当するものではなかったため、入信の原因が自己選択かマインドコントロールかという議論が持ち出された。
判決では「教義の実践の名のもとに他人の法益を侵害するものであって、違法なものというべく、故意による一体的な一連の不法行為と評価される」と記された。

### オウム真理教による一連の裁判
裁判所は、オウム真理教による「マインドコントロール」が信者らに対してあったという事実認定は行わず、「マインドコントロール」行為を直接不法行為と認定していない。

## 応用
自己暗示の一つとして能力開発への応用することや犯罪抑止やタバコやアルコール等を含む薬物依存の治療などに効果的だと考える動きもある。スティーヴン・ハッサンによると「本来、自由であるべき個人の行動原則を誘導・操作するため、道義的な問題をはらむ部分があり、マインドコントロールの手法に対する批判が多々あるが、この技法を利用して社会規範意識の刷り込みによる犯罪者の矯正や、心理的に手を出してしまいやすい薬物依存に悩む人の意識改革を目指すグループも存在する」とのこと。

## 統一教会とマインドコントロール
1992年に、新体操選手の山﨑浩子や歌手の桜田淳子らとともに統一教会の合同結婚式に参加したが、その翌年の1993年に、山﨑浩子は親族によって統一教会から隔離され、そこで元信者の牧師らの説得を受け脱会を決意した。山﨑浩子は、脱会を表明する記者会見で「すべてが間違いだったことがわかった」と語り結婚を破棄した。さらに記者会見では「わたしはマインドコントロールされていました」とも語り、同日、アメリカの元信者であったスティーブン・ハッサンの書いた『マインドコントロールの恐怖』（恒友出版）が発売されてベストセラーになった。この頃から、日本でも「マインドコントロール」という言葉が広く知られることになった。
「マインドコントロール」の概念は、具体的な物理的手段を用いた強制的な「洗脳」に対し、物理的手段を用いない方法であるとされ、本人が気づかないうちに取り込まれてしまうというカルトなどによる巧妙な手法を指すものとして登場した。
霊感商法問題を専門とする弁護士の郷路征記は、「マインド・コントロール」を「人の思想、感情と行動を操作して変化させ、その人が形成してきた人格の上に、操作者の意図する人格を植え付けることや、そのために用いられる技術」と定義している。「マインド・コントロール」を受けた信者は善悪の基準が転換し、客観的には悪とされる行為も、神のためであれば善であると信じるようになる、とし、信者が霊感商法や無言電話、違法な選挙運動などの反社会的な行為を平気で行うのは、マインドコントロールの結果、その行為が善であると信じているからであると主張する
。
統一教会は、批判に対し「マインドコントロール」という理論は、もともとアメリカで宗教運動から信者を強制的にやめさせるための理論として出現したものであり、非科学的理論であり、反宗教的なイデオロギーに基づいた空論だと反論している。
日本共産党の政党機関紙「しんぶん赤旗」を刊行する「赤旗」社会部は、神学者の浅見定雄が分析した統一教会の「洗脳」の仕組みを以下のように報道している。主な特徴は以下の7点である。
1. 隔離 - 信者が自分の親に説明し難くなった場合に「親に会わない口実」「統一教会をどう説明するか」などの手引書を作っており家族に秘密にさせる[38]。ビデオも一人で見る[39]。
2. 雰囲気 - 親切にする。歌やゲームもある共同生活[39]。
3. 反復 - 同じことを徹底的に反復して教え込む[39]。
4. 精神管理 - 感想文や日記を書かせて弱点や疑問点を把握する[39]。
5. 食事管理 - 信仰の名の下で粗食をともにする[39]。
6. 睡眠管理 - 慢性的に寝不足にし暗示にかかりやすくする[39][40]。
7. 呪いの暗示 - 脱退すると霊に打たれる、霊界で先祖が苦しんでいる、水子が祟っている、等と不安を持たせる[39][40]。

宗教学者のダグラス・E・コーワン、宗教社会学者のデイヴィッド・G・ブロムリー は、洗脳理論そのものには数々の問題点があると述べている。
第一に洗脳の技術が反カルト活動家が言うほどの効果があり、無差別なものであるのなら、対象や時代に関わりなくその技術は機能するはずであるが、実際北アメリカでは新宗教が若い人の勧誘にかなり成功していたのは、1960～70年代の対抗文化運動の間だけであり、以降は劇的に減少している。
第二に洗脳を効果的に行うには、おそらくある程度の専門技術が必要なはずであるが、洗脳を行っていると非難されている新宗教では、加入間もない新人メンバーたちが勧誘活動を行っている。時間の経過で技術は向上するはずであるが、そういった成果の向上は見られない。また実際のところ、新宗教は全体として信者を引き付け維持することに失敗しており、1970年代にE・バーカーが統一教会に対して行った最も徹底的で信頼できる調査（期間は6年）で、バーカーは入門者が会員として残る確率は、極めて低いと結論付けている。統一教会に勧誘された人々のうち、実際に会員として加わったのはごくわずかで、新会員もほとんどは短期間で活気を失っていた。

### 洗脳解除（デプログラミング）・脱会カウンセリング
1970年代から80年代には、反カルト運動の関係者、マスメディア、信者の家族によって、文鮮明は信者を「洗脳」し、自律した思考や行動ができなくなるほど強い思想統制や行動修正の体制を信者に押し付けているとして非難された。
「洗脳」とは、朝鮮戦争後に捕虜生活から戻った兵士たちや、共産党革命後の中国再教育キャンプの収容者の態度変化を説明する際に使われたメタファーであり、アメリカでの1960年代終わりにかけての新宗教の急増や、それらの組織による勧誘活動の「成功」（実際には当事者が主張するほど成功しておらず、信者数は１００倍近く誇張されていた）を説明するための枠組みとなっていた。
洗脳や思想改造、強制説得といった理論の提唱者は、「回心を外在的な作用によるものだと考え、それによって回心は自発的で本心からくるもので、新しい人生が本当に幸せである」という新宗教側にみられる主張を効果的に無効化した。信者はすでに洗脳されているのだから、まともな意思決定はできないとし、回心に対する責任を各人から取り去って「人を欺くカルトの指導者たち」に責任があるとした。そして、信望者に個人的責任はないとする洗脳理論は、親たちが大人である自分の子供に責任能力がないことを示して、信者である自分たちの子供の法律的な保護を要求し、さらに「救済」するために強制的な洗脳解除を実行するための概念的な基盤となった。
多くの信者の親たちは、「洗脳解除（デプログラミング）」と呼ばれる強制手段を利用したが、強制的な脱会、監禁、再回心を内容とする。
洗脳解除について、社会学者のA・シュープとD・ブロムリーは「公衆の面前での拉致、強制的拘留、『カルト』が植え付けた心の統制（マインド・コントロール）を破壊することでプログラマーたちが信じる除霊的儀式、そして、多くの場合は、家族や聖職者や友人も一緒に行う、入信に至った経緯の振り返り」などの多様なプロセスを含むと述べている。
評論家のルムールは、「（それは）それぞれの集団にそのメンバーたちが入信していく過程よりもはるかに『洗脳的』である。その内容とは、監禁、睡眠の剥奪、継続的な語りかけ、非難、厳しい口調と優しい口調の交互の語りかけ、感情的な訴え、意志の喪失に至るほどの詰問といった、犠牲者に対するある種の権力をプログラマーに与えつつ行われるものである」と指摘している。
洗脳解除は、少なくとも北アメリカでは、犠牲者たちによるデプログラマーへの訴訟によって次第に衰退した。アメリカでは、物理的強制力を行使するデプログラミングは、信者の身体だけでなく心も傷つけるため採用されなくなり、1980年代中盤以降は、本人の同意を得た上で、情報、意見の交換を行い、脱会の最終決定は本人に任せるカウンセリング方法「脱会カウンセリング」が開発された。現在のアメリカでは、信者への直接介入自体が控えられるようになっており、家族のカウンセリングに重点を置く「思想改造コンサルテーション」というやり方が一般的になりつつある。
ジャーナリストの米本和広は、統一教会に関連する現在進行形の問題は、関連組織による霊感商法と、信者を脱会させるための強制説得、拉致監禁であると述べている。
日本では、山崎浩子の脱会の際には、家族による拉致・監禁が行われており、本人の手記によると家族によってマンションに連れ込まれたときには、拉致監禁だと認識していたという。
米本和広は、この山崎浩子の脱会の顛末には週刊誌「週刊文春」と脱会請負人が関わっていたと述べている。家族や元信者が信者を脱会させようとして行った強制説得には、12年におよぶ監禁の例もある。米本によると、日本で80年代後半から信者を脱会させるための拉致監禁は盛んになり、これまでの拉致監禁は3千～4千人に上り、うち3千人が脱会しているという。1999年に拉致監禁されたとする女性信者が日本基督教団の牧師を提訴したことで、拉致監禁は沈静化したが、米本は以降も続いていると述べている。
1970～80年代に洗脳仮説が定着した国では、洗脳解除から攻撃性の少ない（とはいえ問題はある）「脱会カウンセリング」に移行しているが、洗脳仮説は依然として統一教会を含む新宗教に大きな影響を与え続けている。
宗教社会学者の櫻井義秀は、日本は脱会カウンセリングに関しては過渡期であり、「カウンセリングに関わる倫理綱領を設けて脱会支援にあたるグループ（日本脱カルト協会等）もあれば、デプログラミングに近い奪回・脱会のカウンセリングを行う個人もいる」と述べている。